# كلينومينيا
كلينومينيا (بالإنجليزية: Clinomania)‏ أو ما يعرف ايضاً ب (ديسانيا) هي حالة نفسية تصيب الإنسان وتجعله يشعر برغبة شديدة في البقاء في السرير وهذه الحالة النفسية ذاع انتشرها بشكل واسع بسبب انتشار معدل تصفح الإنترنت والتي تزايدت لحد كبير خلال السنوات الأخيرة وهي عبارة عن حالة مرضية شائعة جدا تتسبب في عدم قدرة الأشخاص على الاستيقاظ ومغادرة السرير بغض النظر عن طبيعة مسوؤلياتهم في العالم الخارجي.
هذه الحالة ليست خطيرة ولكنها قد تؤثر في أداء الإنسان عند مرحلة النضوج أو ما بعد المراهقة وقد تصل نسبتها إلى حوالي 65% من المراهقين ولمدة زمنية معينة من عمرهم.
و هناك العديد من الاضطرابات كالاكتئاب ومتلازمة التعب المزمن، واضطرابات القلق الأخرى التي تدفع الكثير إلى الاستغراق في النوم وتجنب التحديات اليومية في الخارج، إلا أن الاشخاص المصابين بالكلينومينيا بشعرون بالرغبة في البقاء بالسرير بغض النظر عن النتائج.

## الأعراض
الاعراض التي يمكن معرفتها والمصاحبة عن حالة الكلينومينيا هي:
- ايجاد صعوبة بالغة في مغادرة السرير.
- الرغبة في البقاء بالسرير بعد قضاء يوم طويل ومتعب.
- الشعور بالاشتياق والعودة إلى الدفء عند النظر إلى السرير في كل مرة.
- مشاعر سرور عند العودة للسرير.
- عدم وجود أي مشكلة عند الشخص المصاب بتناول الطعام والشراب في السرير.
- الشعور بالأسف عند مغادرة السرير لأجل أمر لا يستحق المعاناة.

## علاج كلينومينيا
و يمكن أن يتراوح علاج حالة كلينومينيا ما بين قيام الأشخاص المصابين بمجموعة من الممارسات الرياضية بشكل منتظم مع مراعاة الحصول على نظام غذائي صحي، أو تناول بعض العقاقير الطبية، أو استشارة أحد أطباء علم النفس.